# Krzysztof Stryjkowski
Krzysztof Stryjkowski (ur. 1958) – profesor nauk humanistycznych, zastępca dyrektora Archiwum Państwowego w Poznaniu, wiceprezes Stowarzyszenia Archiwistów Polskich. Pracownik Zakładu Archiwistyki Wydziału Historii UAM w Poznaniu.

## Życiorys
Tytuł doktora nauk humanistycznych uzyskał w 1995 rozprawą "Organizacja i działalność 'Sokoła' w Wielkopolsce w latach 1918-1939", a stopień doktora habilitowanego nauk humanistycznych w zakresie historii, specjalność historia najnowsza, w 2005 pracą "Położenie osób wpisanych w Wielkopolsce na niemiecką listę narodowościową w latach 1945-1950". W 2009 otrzymał nominację na stanowisko profesora nadzwyczajnego Uniwersytetu im. Adama Mickiewicza w Poznaniu (od 1 października 2019 na stanowisku profesora). 25 lutego 2019 otrzymał tytuł naukowy profesora. Odznaczony Srebrnym Krzyżem Zasługi w 2015 roku. Od 1 stycznia 2021 roku kierownik Zakładu Archiwistyki UAM.
W latach 2002–2007 był sekretarzem generalnym Zarządu Głównego Stowarzyszenia Archiwistów Polskich, od 2007 wiceprezes ZG SAP ds. naukowych.